# Кореневе пиво

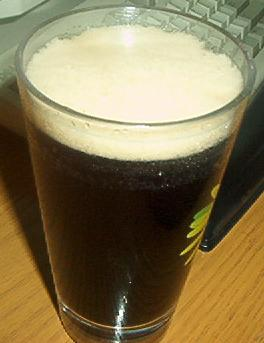
Склянка кореневого пива з піною

Кореневе пиво, Рутбір (англ. Root beer, також відоме як Сассапаріль) — газований напій, зазвичай виготовлений з кори дерева сассафраса. Кореневе пиво, популярне в Північній Америці, виробляється двох видів: алкогольне та безалкогольне.
Безалкогольна версія рутбіра виготовляється з екстрактів або сиропів з додаванням газованої води і не так популярна, як інші безалкогольні напої, такі як Кока-кола, але займає 3% ринку США .
Алкогольна версія (Гежня) виготовляється шляхом зброджування суміші екстракту і цукру з дріжджами. Зазвичай після бродіння виходить алкогольний напій, що містить 0,4% алкоголю (для порівняння — більшість видів пива містить 3 і більше % алкоголю, квас — 1-2%) .

## Інгредієнти
Через велику кількість інгредієнтів і їхніх комбінацій, смак кореневого пива може містити дуже багато різних присмаків. Кора коренів дерева Сассафрас історично давала основний смак кореневого пива, і деякі люди асоціюють цей смак з напоєм, відмінним від води. Ця кора дає напою злегка червонуватий відтінок.
Кора сассафраса була заборонена FDA в 1960 році через канцерогенні властивості речовини сафрол, що міститься в ньому  . Зараз рутбір випускається без сафролу, і деякі вважають його смак більш бідним. Також використовується акація.
В США існують сотні брендів рутбіра, що виробляються в кожному штаті і спосіб приготування ніяк не стандартизований. Основний інгредієнт сассафрас, комбінується з іншими складовими, такими як ваніль, вишнева кора, корінь лакриці, корінь сарсапарілли , мускатний горіх, аніс, меліса, кориця і гвоздика.
Домашнє кореневе пиво зазвичай робиться з концентрату, однак, воно може проводитися і з натуральних трав і коренів. Як в алкогольного, так і в безалкогольного кореневого пива після наливання в склянку з'являється густа піна, найчастіше збільшена шляхом додавання екстракту юки.
Один із брендів кореневого пива, Barq's, містить кофеїн.

## Список брендів
- 1919
- A-Treat
- Abita - Луїзіанський регіональний бренд, виготовляється з використанням місцевого тростинного цукру
- A&W Root Beer - Cadbury-Schweppes
- Barq's - Кока-кола
- Barrelhead - Cadbury-Schweppes
- Baumeister
- Bawls G33k B33r
- Berghoff
- Bickfords Sarsaparilla (Австралія)
- Joseph Huber Brewing Company
- Boylan Bottling Company
- Bundaberg Brewed Drinks - Австралійський пивний бренд
- Carter's
- Dad's Root Beer - Hedinger Brands, LLC
- Dog n Suds
- Faygo
- Fitz's
- Frostie Root Beer
- Frostop
- Frozen Run
- Goose Island Brewery
- Grandpa Graf's
- Hank's Root Beer
- Henry Weinhard
- Hires Root Beer - Cadbury-Schweppes
- IBC Root Beer - Cadbury-Schweppes
- Jones Soda Root Beer
- Lion Brewery Root Beer
- Mug Root Beer - PepsiCo
- Old Dominion Brewing Company
- Old Town Root Beer
- Stevens Point Brewery |Point Root Beer
- Ripsaw Root Beer - Bottled in Alpena, MI - виготовляється з використанням тростинного цукру
- Route 66 Route (Root) Beer, Route 66 Sodas, LLC
- Saranac
- Natural Brew Hand Crafted Draft Root Beer
- Saint Arnold Brewing Company - Техаський регіональний бренд, виготовляється з використанням тростинного цукру
- Sarsi - Coca-Cola Bottlers Philippines Inc.
- Shasta
- Sioux City Sarsaparilla
- Snapple
- Sprecher Brewery
- Stewart's Fountain Classics - Cadbury-Schweppes (Переможець 2006 «World Cup of Root Beer»)
- Jackson Hole Brewing Company
- Thomas Kemper
- Tommyknockers
- Triple XXX
- Vess
- Virgil's Root Beer - Reed's, Inc.
- Wild Bills
- Zuberfizz

## Див. Також
- Квас